# Isoneuromyia borinqueni
Isoneuromyia borinqueni är en tvåvingeart som beskrevs av Lane 1950. Isoneuromyia borinqueni ingår i släktet Isoneuromyia och familjen platthornsmyggor.
Artens utbredningsområde är Costa Rica. Inga underarter finns listade i Catalogue of Life.